# Be My Baby (canção de Vanessa Paradis)
"Be My Baby"  é um single da cantora francesa Vanessa Paradis e o primeiro de seu álbum homônimo, produzido pelo seu então namorado, Lenny Kravitz. Ele foi lançado em setembro de 1992 e é seu primeiro single em inglês.
Vanessa conseguiu um novo sucesso mundial com "Be My Baby" cinco anos após "Joe le taxi", com o single fazendo parte do Top 10 na França, Holanda, Inglaterra e Alemanha.
São estimadas, ao todo, a venda de 750.000 unidades.

## Lançamento
"Be My Baby" se beneficiou de um lançamento simultâneo em toda a Europa no dia 1 de setembro de 1992, três semanas antes do álbum ser comercializado. O single foi lançado em seguida na Inglaterra no dia 28 de setembro. Na América do Norte, na Austrália e na Ásia, o single foi lançado em outubro e o álbum em novembro.
O booklet contém fotos do videoclipe.

## Versões
"Be My Baby" possui apenas uma versão de estúdio, com a duração variando um pouco de acordo com o país.
A canção fez parte de 3 turnês de Vanessa: a Natural High Tour em 1993, a Divinidylle Tour em 2007/2008 e em versão acústica na Concert Acoustique Tour de 2010/2011.

## O videoclipe
O videoclipe de "Be My Baby" foi gravado nos Estados Unidos por John Lindauer em 1992.

## Na televisão
A primeira vez que Vanessa cantou "Be My Baby" na televisão foi no dia 14 de setembro de 1992 no canal TF1. Ela também foi entrevistada e cantou "Natural High".
Em seguida, ela cantou o single nos programas Toute la ville en parle no dia 10 de outubro e Stars 90 do dia 2 de novembro. Durante essa apresentação, a humorista Muriel Robin se juntou ao coral e cantou com elas. No fim do programa, Vanessa dançou uma valsa com o humorista Guy Bedos.
Vanessa também fez uma entrevista de 1 hora no programa Frequenstar no dia 25 de outubro e no dia 8 de novembro, em uma reportagem do programa Télé dimanche, ela falou sobre sua turnê europeia e a divulgação do single.
Vanessa também apareceu na televisão espanhola e inglesa.

## Desempenho
| Chart (1992)           | Melhor posição |
| ---------------------- | -------------- |
| Austrian Singles Chart | 19             |
| Dutch Top 40           | 7              |
| French Singles Chart   | 5              |
| German Singles Chart   | 10             |
| Swedish Singles Chart  | 11             |
| UK Singles Chart       | 6              |

### Certificados
| País          | Certificador | Certificado | Vendas  |
| ------------- | ------------ | ----------- | ------- |
| França        | SNEP         | Platina     | 300 mil |
| Países Baixos | NVPI         | Ouro        | 30 mil  |